# Boris Kondew
Boris Iwanow Kondew (bułg. Борис Иванов Кондев, ur. 29 sierpnia 1979 w Kiustendile) – bułgarski piłkarz występujący na pozycji napastnika.